# Cephalocyclus luridiventris
Cephalocyclus luridiventris är en skalbaggsart som beskrevs av Edgar von Harold 1862. Cephalocyclus luridiventris ingår i släktet Cephalocyclus och familjen Aphodiidae. Inga underarter finns listade.